# Fernsehturm Waldenburg
Der ehemalige Fernsehturm Waldenburg ist ein 43 Meter hoher Wasserturm mit einem Behälter von 300 Kubikmetern Volumen, der 1959 errichtet wurde. 

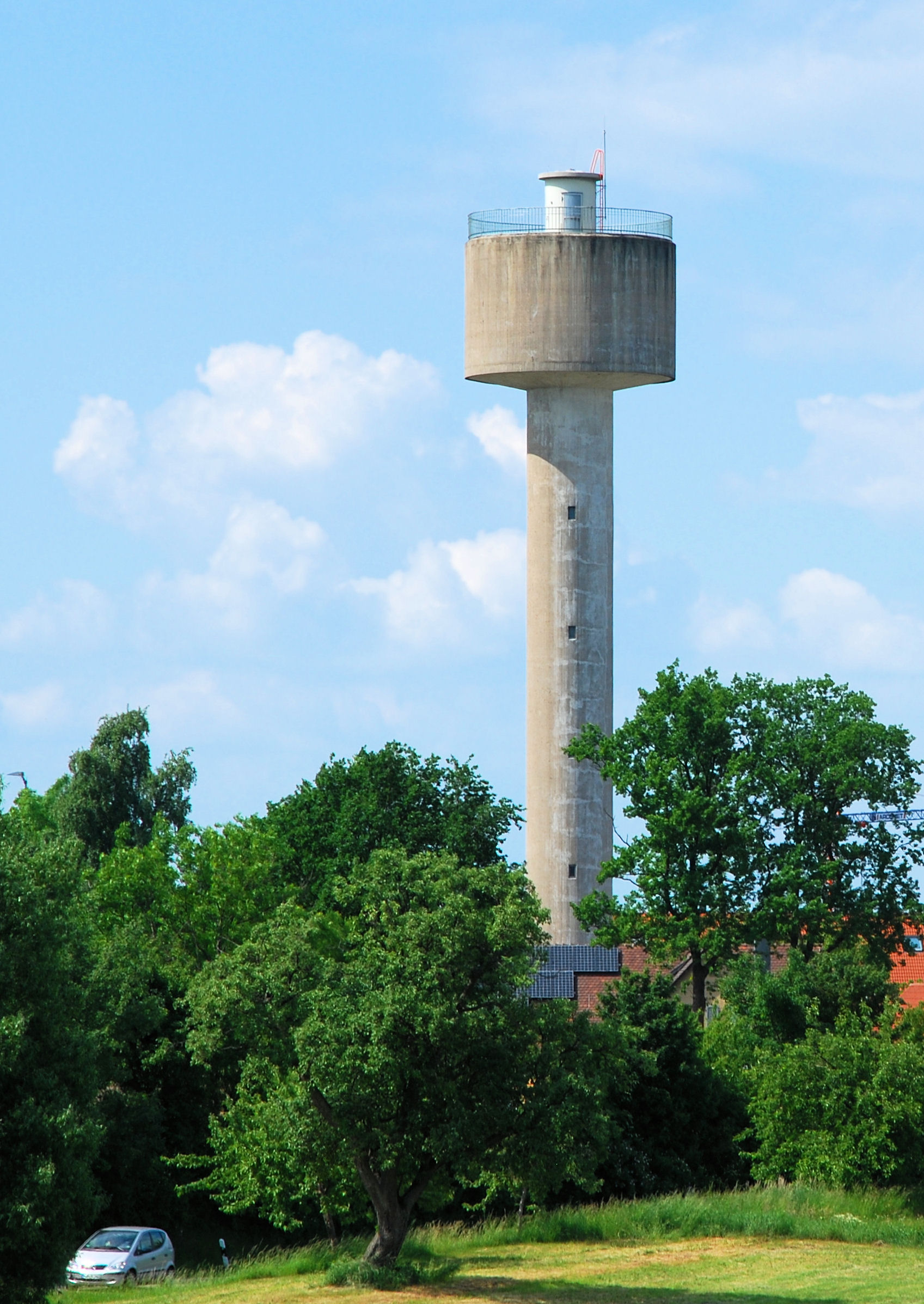
Der zurückgebaute Wasserturm 2012

Bis zum Bau des Sendeturms Waldenburg-Friedrichsberg diente er dem SDR, bzw. ab 1998 dem SWR als wichtiger UKW- und Fernsehsender und trug hierzu auf seiner Spitze einen am Erdboden abgespannten Stahlfachwerkmast mit den entsprechenden Antennen, durch den er eine Gesamthöhe von 145 Metern besaß, was ihn zum höchsten Wasserturm in Deutschland machte. Der Fernsehturm Waldenburg ähnelte in seiner Bauweise dem Gerbrandyturm in den Niederlanden und er war der einzige Betonturm in Deutschland mit einem am Erdboden abgespannten Antennenmast auf der Spitze.
Im November 2009 wurde, nachdem der neue Sendeturm Waldenburg-Friedrichsberg seine funktechnischen Aufgaben übernommen hatte, der Antennenmast von der Spitze entfernt.

## Analoges Fernsehen
Bis zur Umstellung auf DVB-T wurden folgende Programme in analogem PAL gesendet:
| Kanal | Frequenz (MHz) | Programm        | ERP (kW) | Sendediagramm rund (ND)/ gerichtet (D) | Polarisation horizontal (H)/ vertikal (V) |
| ----- | -------------- | --------------- | -------- | -------------------------------------- | ----------------------------------------- |
| 9     | 203,25         | Das Erste (SWR) | 100      | D                                      | H                                         |